# Guldbær
Guldbær (Rubus xanthocarpus) (Kinesisk: Ti mei tzu) er en lav, løvfældende dværgbusk med en krybende vækst. Stænglerne er opstigende til overhængende og tæt forgrenede, så én plante danner en tæt pude. 

## Beskrivelse
Barken er først gulbrun og tæt håret, men senere bliver den brunlig med lange, nåleagtige torne. Knopperne er små og lysegrønne. Bladene er trekoblede eller uligefinnede med 5 småblade. Stilke og bladribberne er tornede på undersiden. Småbladene er lancetformede til elliptiske med hel eller tandet rand. Oversiden er rynket, men blank og mørkegrøn, men undersiden er lysegrøn. 
Blomstringen sker i maj-juni, hvor blomsterne findes samlet i små stande ved bladhjørnerne og skudspidserne. De enkelte blomster er regelmæssoge og 5-tallige med hvide kronblade. Frugterne er samlefrugter, der er sammensat af talrige, orange-gule stenfrugter.
Rodnettet er kraftigt og består af vandret krybende jordstængler og dybtgående rødder. Grene i vedvarende jordkontakt slår rod og danner nye planter.
Højde x bredde og årlig tilvækst: 0,30 x 1,00 m (15 x 15 cm/år).

## Hjemsted
Guldbær har hjemme i de kinesiske provinser  Anhui, Gansu, Shaanxi, Sichuan og Yunnan, men den er naturaliseret i næsten alle egne af verden med tempereret klima. I hjemlandet findes den som pionerplante på vejskråninger og stenskred og som bundplante i skovlysninger.

## Anvendelse
Frugterne kan spises rå, eller man kan lave marmelade af dem. I Kina bruges de desuden til vinfremstilling.
| Portal | Portal:Botanik |